# Irene Palaiologina (Byzanz)
Irene Palaiologina († um 1391) war die Gattin des byzantinischen Kaisers Matthaios Asanes Kantakuzenos.

## Familie
Irene war die Tochter von Demetrios Palaiologos und seiner Frau Theodora. Ihre Großeltern väterlicherseits waren Andronikos II. (Byzanz) und seine Frau Yolande von Montferrat. Irene heiratete Matthaios Asanes Kantakuzenos (byzantinischer Kaiser),  von 1353 bis 1357 und Despot von Morea von 1380 bis 1383). Sie hatten fünf Kinder:
- Johannes Kantakuzenos, Despot
- Demetrios I. Kantakuzenos, Sebastokrator und Despot von Morea.
- Theodora
- Helena
- Maria